# Personaggi di One Tree Hill
Questa voce contiene un elenco dei personaggi presenti nella serie televisiva One Tree Hill.

## Personaggi principali
| Personaggio        | Interprete          | Stagione   | Stagione   | Stagione   | Stagione      | Stagione      | Stagione      | Stagione   | Stagione      | Stagione      |
| Personaggio        | Interprete          | 1          | 2          | 3          | 4             | 5             | 6             | 7          | 8             | 9             |
| ------------------ | ------------------- | ---------- | ---------- | ---------- | ------------- | ------------- | ------------- | ---------- | ------------- | ------------- |
| Lucas Scott        | Chad Michael Murray | Principale | Principale | Principale | Principale    | Principale    | Principale    |            |               | Special guest |
| Nathan Scott       | James Lafferty      | Principale | Principale | Principale | Principale    | Principale    | Principale    | Principale | Principale    | Principale    |
| Peyton Sawyer      | Hilarie Burton      | Principale | Principale | Principale | Principale    | Principale    | Principale    |            |               |               |
| Haley James        | Bethany Joy Lenz    | Principale | Principale | Principale | Principale    | Principale    | Principale    | Principale | Principale    | Principale    |
| Dan Scott          | Paul Johansson      | Principale | Principale | Principale | Principale    | Principale    | Principale    | Principale | Special guest | Principale    |
| Brooke Davis       | Sophia Bush         | Principale | Principale | Principale | Principale    | Principale    | Principale    | Principale | Principale    | Principale    |
| Whitey Durham      | Barry Corbin        | Principale | Principale | Principale | Principale    | Special guest | Special guest |            |               |               |
| Keith Scott        | Craig Sheffer       | Principale | Principale | Principale | Special guest |               |               |            |               | Special guest |
| Karen Roe          | Moira Kelly         | Principale | Principale | Principale | Principale    | Special guest | Special guest |            |               |               |
| Deb Lee            | Barbara Alyn Woods  | Principale | Principale | Principale | Principale    | Special guest | Principale    |            |               | Special guest |
| Mouth McFadden     | Lee Norris          | Ricorrente | Ricorrente | Principale | Principale    | Principale    | Principale    | Principale | Principale    | Principale    |
| Skills Taylor      | Antwon Tanner       | Ricorrente | Ricorrente | Ricorrente | Principale    | Principale    | Principale    | Principale | Ricorrente    | Ricorrente    |
| Rachel Gatina      | Danneel Harris      |            |            | Ricorrente | Principale    | Guest         |               | Ricorrente |               |               |
| Jamie Scott        | Jackson Brundage    |            |            |            |               | Principale    | Principale    | Principale | Principale    | Principale    |
| Millicent Huxtable | Lisa Goldstein      |            |            |            |               | Ricorrente    | Principale    | Principale | Principale    | Principale    |
| Julian Baker       | Austin Nichols      |            |            |            |               |               | Ricorrente    | Principale | Principale    | Principale    |
| Clay Evans         | Robert Buckley      |            |            |            |               |               |               | Principale | Principale    | Principale    |
| Quinn James        | Shantel VanSanten   |            |            |            |               |               |               | Principale | Principale    | Principale    |
| Alex Dupre         | Jana Kramer         |            |            |            |               |               |               | Principale | Principale    | Principale    |
| Chase Adams        | Stephen Colletti    |            |            |            | Ricorrente    | Guest         | Ricorrente    | Ricorrente | Principale    | Principale    |
| Chris Keller       | Tyler Hilton        |            | Ricorrente | Ricorrente | Guest         |               |               |            |               | Principale    |

### Lucas Scott

Lucas Scott

Lucas Eugene Scott (interpretato da Chad Michael Murray; stagioni 1-6; guest stagione 9) è nato da una relazione liceale tra Dan Scott e Karen Roe. È stato cresciuto solo dalla madre, pur essendo stato riconosciuto, dopo che il padre Dan li ha abbandonati per sposare Deb, madre di Nathan, concepito lo stesso anno al college. Lo zio paterno Keith ha così assunto la figura paterna. Lucas vive a Tree Hill e passa la maggior parte del tempo con la sua migliore amica Haley James e con altri amici a River Court a giocare.
All'inizio della prima stagione viene inserito nei Ravens (la squadra del liceo) dal coach Whitey, sotto richiesta di Keith, dopo che la maggior parte dei giocatori sono stati squalificati per guida in stato di ebbrezza. Ha subito problemi con Nathan, capitano della squadra, perché Nathan è la stella del basket e si sente minacciato da Lucas. Lucas è anche innamorato da sempre di Peyton Sawyer (fidanzata inizialmente con Nathan), ma quando lei e Nathan si lasciano e lui le chiede di fare sul serio, lei, spaventata perché non si sente pronta, scappa via. Lucas allora inizia ad uscire con Brooke, migliore amica della ragazza, ma poi lui e Peyton si rendono conto che hanno fatto un errore e che vogliono stare insieme perché i sentimenti che li legano sono troppo forti. È per questo che i due iniziano a vedersi di nascosto, ma decidono comunque di dire tutto a Brooke il prima possibile, ma, proprio mentre Peyton sta parlando con l’amica, Lucas è coinvolto in un incidente d'auto, venendo salvato da Dan, che finalmente lo riconosce come suo figlio per ottenere un intervento all'ospedale. Lucas, finito in coma per l’incidente, si risveglia e lascia Brooke per poter stare con Peyton, la quale, però, per senso di colpa per aver tradito l'amica, deciderà di chiudere a sua volta con il ragazzo pur amandolo e lasciando entrambi a pezzi, mentre Brooke scoprirà del tradimento, diventando furiosa con entrambi. Lucas, così, depresso e frustrato, va in un bar dove incontra Nicki, la madre della bambina del suo compagno di squadra Jake, e, in un momento di confusione, finisce per passare la notte con lei. Quando Peyton lo scopre, sentendosi tradita, chiude persino la sua amicizia con Lucas e si riavvicina a Brooke, la quale, intanto, aveva addirittura finto una gravidanza per vendicarsi di Lucas, che così decide di lasciare Tree Hill insieme allo zio Keith, preoccupato della persona che sta diventando. Il suo rapporto con Nathan invece migliora sempre di più nel corso della stagione fino a che i due non diventeranno veri amici e, prima di partire, Lucas affiderà Haley al fratello, con cui intanto si è fidanzata.
Nella seconda stagione, Lucas torna a Tree Hill perché Dan ha un attacco di cuore e migliora il suo rapporto con Brooke e Peyton, ritornando amico con entrambe, e anche il rapporto con Nathan si rafforza ancora di più. Nella scuola arriva una nuova ragazza, Anna Taggaro e Lucas ha subito un buon rapporto con lei, ma Anna si accorge che le piace Peyton, essendo lei bisessuale. Lucas scopre anche che ha ereditato da Dan la cardiomiopatia ipertrofica, ma non lo dice a nessuno. Successivamente Lucas è costretto a vivere da Dan a causa della sua malattia, ma anche per proteggere Keith, la cui ragazza è stata pagata da Dan per farlo soffrire. Karen da parte sua non si capacita che suo figlio va a vivere da Dan dopo quello che ha subito da lui. Alla fine, però, Lucas dice tutto alla madre e i due si riappacificano. Lucas scopre anche che Deb è tossicodipendente e quest'ultima vuole vendicare tutte le vittime di Dan. Anche Lucas vuole questo e, quando lo dice a Nathan, questo perde la fiducia che aveva in lui. A fine stagione, il ragazzo bacia Brooke dicendole di voler riprovare a stare con lei, che però, memore di quanto fosse insano il sentimento che la legava a lui, se ne va senza rispondergli e raggiunge i suoi genitori in California per l’estate e, nell'ultima scena, vediamo il ragazzo raggiungere Peyton in spiaggia, dicendo alla ragazza che sembra saranno solo loro due per tutta l'estate e poi scambiandosi un intenso abbraccio.
Nella terza stagione, dopo aver passato tutta l’estate con Peyton ed essere tornati vicini come un tempo e più uniti che mai, sempre pronti ad esserci l’uno per l’altra, Lucas accetta, riluttante, di iniziare un rapporto non esclusivo con Brooke, che non si fida di lui per via di quanto successo poco meno di un anno prima. La questione, però, si complica in quanto i due non si capiscono mai su nulla e litigano sempre, finché una serie di eventi porta addirittura Brooke ad andare a letto con Chris Keller: Lucas, che li scopre insieme, diventa furioso. Quando però Brooke gli mostra le 82 lettere che gli ha scritto durante l’estate ma che non ha mai avuto il coraggio di spedire, Lucas la perdona e i due decidono di provare a stare insieme per davvero. Nonostante questo, la loro relazione non decolla mai davvero perché nulla sembra essere cambiato dall’anno prima e i due continuano a non avere nulla in comune, non riescono mai a comunicare e sono sempre emotivamente distanti e, inoltre, litigano continuamente per il legame fortissimo che ancora c’è tra Lucas e Peyton, che il ragazzo continua a mettere al primo posto sempre e comunque, e i continui indizi che lui non l’abbia mai dimenticata, dando a Brooke la sensazione di essere ancora solo un ripiego. L'incidente con Chris Keller porta però una riappacificazione con Nathan: i due avevano infatti avuto un inizio anno difficile per il modo in cui Nathan trattava Haley tornata dal tour per cui era partita proprio con Keller nella seconda stagione. Intanto, Karen e Keith finalmente si mettono insieme e poi si fidanzano ufficialmente e lui programma anche di adottare Lucas, che ne è molto felice. In seguito, però, Keith viene però ucciso da Dan, che ritiene il fratello responsabile dell'incendio nel suo autosalone dal quale Lucas lo aveva salvato, il giorno in cui Jimmy Edwards, un vecchio amico di Lucas, prende in ostaggio a scuola con una pistola alcuni ragazzi, tra cui Haley, e ferisce Peyton alla gamba dopo aver sparato un colpo: Lucas, che era fuori, entra nell’edificio per salvare la ragazza e i due condividono un importante momento di intimità in cui lei finalmente gli rivela che lo ama perché teme di non farcela e poi si scambiano un bacio. Lucas, dopo la morte di Keith, è distrutto poiché egli era stata la principale figura paterna della sua vita e si allontana sempre di più da Brooke, con cui non riesce a capirsi e a comunicare, specialmente in un momento così complicato, mentre stabilisce di comune accordo con Peyton di dimenticare quanto accaduto per non complicare la situazione, facendo finta che il bacio non abbia significato nulla e promettendosi però che questa cosa non intaccherà il loro rapporto perché non vogliono perdersi. Grazie a Whitey, Peyton, Haley e Nathan, Lucas riesce a superare questo brutto momento. Dopo aver visto l'effetto devastante che la morte di Keith ha avuto su sua madre, Lucas, seppur distrutto, decide che è arrivato il momento di dire a Whitey, Nathan e Karen della sua malattia al cuore e di smettere di giocare a basket. Durante un viaggio con sua madre per visitare diverse università che sarebbe interessato a frequentare, Lucas, ora che ha dovuto accantonare il sogno del basket, capisce di voler diventare uno scrittore. Viene scelto inoltre come testimone da Nathan per il suo matrimonio con Haley. La sua relazione con Brooke raggiunge il suo punto più basso quando lei, durante il matrimonio, scopre del bacio che lui e Peyton si sono dati il giorno della sparatoria e ciò li porta all’ennesimo litigio, l'ultimo: i due iniziano a rinfacciarsi tutte le rispettive mancanze verso l’altro, dicendosi che l’unica cosa che sembrano fare insieme è respingersi a vicenda e stare meglio quando sono lontani e che i “ti amo” detti a parole, ma non suffragati dai fatti, come avviene sempre tra loro, non contano nulla.
Nella quarta stagione, Brooke rompe definitivamente con Lucas perché ha capito che la loro storia non funziona e non sono fatti per stare insieme perché tra di loro non c’è mai stato alcun vero legame emotivo, a differenza di quello indissolubile che lui ha sempre avuto, ha e avrà sempre con Peyton. Lui fa un piccolo tentativo per tornare con lei, ma capisce a sua volta che tra loro è davvero finita, quindi decide di lasciar perdere e di andare avanti. Lucas poi salva Peyton da un molestatore che si finge il fratellastro Derek e il rapporto con lei si rafforza ogni giorno di più. Aiuta inoltre sua madre con la gravidanza e decide che dopo il diploma andrà all'Università del North Carolina in modo da poter rimanere vicino a casa in caso di bisogno con la nuova sorellina. Karen e Whitey decidono di permettere a Lucas di giocare 15 minuti a partita per evitargli di dover abbandonare del tutto ciò che ama. Brooke e Lucas escono per un ultimo appuntamento insieme, ma, dopo un discorso di Whitey sul grande amore che lo legava alla defunta moglie Camilla e sull’importanza di condividere la propria vita con la persona giusta, i due capiscono una volta per tutte che il loro non è mai stato vero amore in quanto non vedono affatto la propria vita l'uno accanto all'altra, così chiudono definitivamente la loro parentesi romantica. Peyton così è libera di potergli dichiarare apertamente il suo amore, a lungo tenuto sopito, lasciandolo sbigottito e senza parole in quanto ormai aveva rinunciato all'idea di poter stare con lei. In seguito, Lucas scopre che Nathan ha venduto le ultime due partite del campionato per saldare i suoi debiti. Lucas cerca di sabotare i piani del fratello ma scopre che non ce n'è bisogno perché, quando Nathan comprende realmente cosa vuol dire aspettare un bambino, decide di vincere. Durante i festeggiamenti in campo per la vittoria al Campionato di Stato, Lucas, ora che sa cosa prova davvero Peyton per lui, capisce finalmente che è sempre stata lei colei che vuole accanto a sé quando i suoi sogni diventeranno realtà: dopo che Brooke gli ha detto che anche per lei va bene se i due si mettono insieme, avendo ormai capito a sua volta che si amano e sono fatti per stare insieme, Lucas va da lei e le confessa i suoi sentimenti, poi i due si scambiano un lungo e agognato bacio in mezzo al campo e durante la festa post partita finalmente si mettono insieme. Haley viene però investita da una macchina e Lucas, nel tentativo di soccorso, ha un attacco di cuore poiché non ha preso le medicine prima della partita per poter giocare meglio. Mentre è in coma in ospedale, Lucas sogna di ricevere una visita da Keith, che gli mostra come sarebbe stata la vita dei suoi amici se lui avesse fatto scelte diverse. Alla fine Lucas si rende conto di dover tornare indietro poiché non ha mai detto a Peyton di amarla. Una volta ripresosi, finalmente i due possono vivere la loro storia d’amore e sono più felici che mai insieme. Grazie a un compito, Lucas stringe amicizia con Glenda Farrell alla quale affida la prima bozza del suo primo romanzo. Sebbene Keith gli abbia mandato dei segnali riguardo alla verità sulla sua morte, Lucas si avvicina a Dan che chiede a Karen di poter entrare nella vita di loro figlio. Lucas in seguito scopre la verità riguardo a Dan grazie ad Abby Brown, testimone dell'omicidio di Keith. Tenta così di sparare a Dan ma lo manca di proposito. Sua madre Karen viene ricoverata in ospedale a causa delle condizioni critiche del bambino. Viene quindi operata con un parto cesareo al quale assiste anche Lucas che vede così nascere sua sorella: Lily Roe Scott. Lucas, il giorno del diploma, riceve come regalo da sua madre la prima copia rilegata del suo romanzo. Lo stesso giorno diventa anche zio grazie alla nascita del nipote James Lucas Scott. Lucas viene nominato padrino e accetta il ruolo da assistente di Whitey, coach della squadra di basket del college di Nathan, mentre la storia tra lui e Peyton procede a gonfie vele e i due decidono di continuare il loro rapporto a distanza poiché Peyton ha ricevuto un’importante offerta per un tirocinio in una casa discografica a Los Angeles e, incoraggiata da lui, che non vuole che lei rinunci ai suoi sogni, ha accettato.
Nella quinta stagione, Lucas ha pubblicato il suo primo romanzo ed è considerato un buon scrittore dai critici; nonostante ciò quando torna a Tree Hill sembra non essere più in grado di scrivere. Lucas ricopre inoltre il ruolo di nuovo coach dei Ravens e si assume le sue responsabilità da padrino e zio di James Lucas Scott, sostituendo la figura che un tempo era stata Keith nei suoi confronti. Lucas in questa stagione è fidanzato con Linsday, la sua editrice, in quanto lui e Peyton si sono lasciati circa un anno dopo la fine del liceo perché lui le aveva chiesto di sposarla e lei aveva rifiutato perché pensava fosse troppo presto. Nonostante questo, i due non si sono mai dimenticati e durante la stagione diventa chiaro in ben più di un'occasione che si amano ancora.
Il primo episodio della sesta stagione si apre con Lucas che ha chiamato una delle sue tre donne (Peyton, Brooke e Linsday) dall'aeroporto chiedendole di sposarsi a Las Vegas e si scopre che, come sempre del resto, colei che sta aspettando è Peyton: quando la ragazza arriva, i due si dichiarano nuovamente il proprio amore e finalmente tornano definitivamente insieme. I due poi non si sposano perché vogliono celebrare le nozze con tutti gli amici ed i parenti a Tree Hill, pensando di meritare un matrimonio in grande stile dopo tutto ciò che hanno passato insieme, ma intanto decidono di andare a vivere insieme a casa di lui e iniziano così la loro relazione adulta. In seguito, Lucas pubblica il suo secondo libro, che non riscuote particolare successo, e un produttore cinematografico di nome Julian Baker gli propone di girare il film sul primo libro, ma il progetto fallisce. Peyton, intanto, rimane incinta, ma poi lei e Lucas scoprono che la gravidanza è a rischio, ma decidono di portarla avanti e affrontare la cosa uniti. Nella penultima puntata della stagione i due finalmente si sposano, mentre nell'ultima lasciano Tree Hill insieme a Sawyer, la loro bambina, appena nata dopo un parto difficile e in cui Peyton ha rischiato la vita, riuscendo però a sopravvivere.
Nella nona stagione, Lucas viene richiamato a Tree Hill da Haley "per prendere in custodia" James e Lydia, che staranno con Lucas, Peyton e Sawyer fino a quando Nathan non verrà ritrovato.

### Nathan Scott
Nathan Royal Scott (interpretato da James Lafferty; stagioni 1-9) è il tipico campione di basket della scuola. Tutti i ragazzi lo ammirano, tutte le ragazze sono innamorate di lui, anche se ha una ragazza fissa, Peyton Sawyer, che tratta malissimo. Sembra gli importi solo di sé stesso, frequentare feste, ubriacarsi e tradire la sua ragazza, una cheerleader. Sua madre è quasi sempre assente per lavoro, vive con un padre oppressivo, che lo spinge a giocare sempre meglio, perché sia il migliore, ma sempre inferiore a lui. Nutre odio nei confronti del suo fratellastro Lucas, che non ha mai veramente conosciuto, dato che hanno posizioni sociali completamente diverse. La vita di Nathan cambia per sempre con l'arrivo di Lucas nella squadra di basket della scuola, i Ravens, e l'incontro con Haley James, migliore amica di Lucas, di cui si innamorerà e che arriverà a sposare alla fine della prima stagione.
Nathan ha una vita che sembra perfetta: campione di basket, famiglia benestante e una ragazza fissa, cheerleader. Si comporta da bulletto con tutti e tradisce spesso la sua ragazza, che lo lascia, dopo aver capito che lui non vuole cambiare come lei spera. Ha un complicato rapporto con il padre: lui pensa di essere fortunato perché suo padre ha scelto di restare con lui invece con un altro figlio, Lucas, ma Dan è oppressivo e in continua ad essere in competizione con il figlio. Tutto cambia quando Lucas, suo fratellastro, entra nella squadra dei Ravens. All'inizio cerca di fare di tutto per spingerlo a lasciare la squadra: gli fa scherzi stupidi, lo esclude dal gioco e lo prende in giro pubblicamente. Nathan ha anche pessimi voti a scuola, decidendo di sfruttare l'occasione per avvicinarsi alla migliore amica di Lucas, Haley, un tutor, e ferirla per ferire Lucas. Ma invece, l'incontro con Haley cambierà la sua vita per sempre. La vicinanza con Haley lo porterà anche a conoscere meglio Lucas, tanto da diventare amici. La rivalità col padre, lo porta ad assumere droghe per giocare meglio, collassando durante una partita; per questo, per un breve periodo lascia il basket. I genitori di Nathan stanno divorziando, e continuano a metterlo in mezzo alle loro discussioni, tanto che Nathan decide di emanciparsi dai genitori e andare a vivere da solo. Haley inoltre dice di non essere ancora pronta per avere un rapporto sessuale, ma un pomeriggio decide di fidarsi di Nathan. Lucas si trasferisce, e, quando la mattina della partenza va a salutare Haley li trova insieme, così i due annunciano di essersi sposati la sera prima.
Nella seconda stagione, Nathan e Haley sono sposati e la mattina dopo Nathan riceve una chiamata che gli dice che suo padre ha avuto un infarto ed è in coma. Nathan allora va in ospedale e confessa alla madre di essersi sposato e sia lei che il padre non accettano un matrimonio, ritenuto da loro prematuro, ma Nathan non rinnega ciò che ha fatto e continua la sua vita con Haley. Si scopre anche che ha perso la verginità con Taylor, una delle sorelle di Haley. Questo all'inizio causa qualche discussione tra i due ma poi tutto si risolve. Il rapporto con Lucas si rafforza ancora di più e Nathan riceve un'offerta per partecipare ad un importante campo di basket, ma rinuncia a tutto per sostenere Haley nel suo desiderio di diventare cantante. Ad aiutarla arriva però un altro cantante Chris Keller, innamorato di Haley che l'allontana da Nathan. Dan chiede al figlio di firmare la petizione di annullamento del matrimonio che lui firma, ma Haley no. Cooper, lo zio di Nathan, pilota di auto da corsa, lo invita a provare a guidare, ma, durante la gara Nathan si schianta, finendo all'ospedale. Nathan infine decide di tornare a casa dai suoi e frequentare il campo High Flyers, ma la sera prima di partire, Haley si presenta casa di Nathan dicendogli che lo ama e che torna a casa.
Nella terza stagione, Nathan passa l'estate al campo High Flyers, lontano da Haley perché ha bisogno di riflettere. Nel frattempo a Tree Hill, Deb ha deciso di restare con Dan, dopo l'incendio alla concessionaria dove è rimasto ferito, e provare a riunire la sua famiglia, ora che suo figlio è tornato a casa. Nathan torna a Tree Hill e cerca di stare lontano il più possibile da Haley e Lucas, rafforzando la sua amicizia con Peyton. Nathan e Haley si stanno riavvicinando piano piano e Nathan. Haley convince Chris a tornare a Tree Hill per aiutarla a produrre il suo album. Dopo che suo padre è stato eletto sindaco di Tree Hill, lui e Haley passano la notte insieme, ma la mattina dopo lui deve andare via senza neanche salutarla: ha ricevuto una chiamata da sua madre che gli chiedeva di raggiungerla in un motel. Giunto lì, Deb gli confessa che è stata lei ad appiccare l'incendio alla concessionaria per uccidere Dan, e che ora Lucas lo ha scoperto, e lei vuole andarsene da Tree Hill. La relazione con Haley procede bene, ma un giorno giunto a scuola incontra Brooke sconvolta che gli riferisce di una sparatoria successa a scuola, ma ancora peggio, Haley è ancora li dentro, così lui corre dentro l'edificio per salvarla seguito da Lucas. I due si ritrovano insieme a Skills, Mouth, Rachel, Abby e Marcus ostaggi di Jimmy Edwards. Nathan capisce quanto importante sia Haley nella sua vita, così le chiede di sposarla di nuovo. Un altro evento che colpisce Nathan è scoprire che Lucas soffre di HCM, e quindi non potrà più giocare a basket. La notte prima del matrimonio Nathan fa un sogno dove vede Haley in acqua, mentre grida il suo nome, e questo lo preoccupa molto, tanto che il giorno delle nozze chiede a Lucas di tenere Haley lontana dall'acqua. Comunque Nathan e Haley riconfermano le loro promesse di matrimonio davanti a tutti. Durante il viaggio verso l'aeroporto Haley sta per dire qualcosa di importante a Nathan, ma lui frena appena in tempo per non scontrarsi con la limousine, ma questa finisce in acqua con dentro Rachel e Cooper. Nathan allora si tuffa per salvarli anche se Haley lo prega di non farlo. Nel finale vediamo Nathan che sta finendo l'aria sott'acqua e Haley che urla cercando aiuto, proprio come nel suo sogno.
Nella quarta stagione, Haley è ancora sul ponte a chiedere aiuto mentre Nathan è incastrato nella limousine, con l'aria che sta per finire, mentre chiamava Haley. Lucas, poi si tuffa, ma trova solo Cooper in acqua, accorgendosi poi di Nathan e Rachel, svenuti sulla riva del fiume. In ospedale Nathan si riprende quasi subito e ringrazia Lucas di averlo salvato, che gli riferisce che è stato lui, Nathan, a portare Cooper a riva, è stato Nathan a salvare tutti, ma lui non sembra ricordarlo. L'incidente impressiona molto Nathan che non riesce più a dormire, continuando a tornare sul fiume, sperando una volta tornato a giocare a basket, che tutto torni a posto, invece non è così, e questo influisce anche sul suo gioco. Il motivo di quest'ansia, è che lui non crede di aver salvato Cooper e Rachel, pensa sia stato Keith a salvare tutti, lui compreso. Confessa questa cosa a Lucas e Peyton, e, mentre lo, fa Rachel sente tutto. Essendo innamorata di lui Rachel usa questa scusa per avvicinarsi a Nathan e allontanarlo da Haley, molto preoccupata per lui. Ma questo non ha effetto sul ragazzo infatti lui riesce anche a confessare a Haley di aver visto Keith. Una mattina Nathan riceve la notizia di essere stato ammesso alla Duke University, confidandolo ad Haley, e lei, le comunica di essere incinta. Nathan è molto scosso da questa notizia va da Rachel, che, all'inizio finge di confortarlo, infine gli confessa di non aver visto Keith, ma stava solo cercando di sedurlo. Comunque Nathan accetta la gravidanza di Haley, e ne anche molto felice, ma i due hanno seri problemi economici. Nathan chiede aiuto a suo padre, ma lui non lo aiuta, così l'unico modo che trova per pagare le bollette è farsi prestare i soldi da Daunte, un allibratore, che, all'inizio dice a Nathan che i soldi che gli ha dato sono un regalo, ma dopo poco comincia a condizionarlo chiedendo di sbagliare qualche tiro, ed infine di perdere la finale di stato. Durante quest'ultima partita Nate non gioca al suo meglio, ma Lucas e Skills, conoscendo la sua situazione lo escludono dal gioco, in modo che Nathan non possa influire molto sulla partita, ma i Ravens sono comunque in svantaggio. Nell'intervallo Haley dice a Nathan che avranno un maschio, così lui con l'aiuto di Skills e Lucas, vince la finale di stato. Questo ovviamente fa arrabbiare molto Daunte, che, per vendetta vuole investirlo ma invece investe Haley, mentre Lucas ha un attacco di cuore. Nathan, arrabbiato, corre all'auto di Daunte e lo massacra di botte fino ad ucciderlo. Haley rimane in coma per qualche giorno, e Nate è disperato, ma poi lei si sveglia insieme a Lucas, e dopo una visita scoprono che il bambino sta bene. Dan si è preso la colpa dell'omicidio di Daunte, ma Nathan confessa ad Haley tutto quello che ha fatto, anche se poi si apprende che Daunte è morto nell'incidente e non per i pugni. Così la faccenda delle scommesse è chiusa, ma, durante una festa, salta fuori un video di lui e Brooke a letto insieme due anni prima, cosa che fa infuriare Haley. I due dopo fanno pace e vanno al ballo insieme, ma la serata non va come previsto, così quando vanno a Honey Grove a prendere Mouth si imbucano al ballo tutti insieme passando una bella serata. Tornati a Tree Hill però, dei giornalisti iniziano ad indagare sulle partite truccate, così Lucas si prende la colpa su richiesta di Haley, ma alla fine Nathan confessa ciò che ha fatto perdendo la borsa di studio e la possibilità di andare al college. Ad aiutarlo sono Whitey e Haley che gli trovano un posto in un'università minore, dove Whitey sarà di nuovo il suo coach. Arriva il giorno del diploma, e, durante il discorso di fine anno, Haley ha le doglie, e Nathan va in ospedale con lei e assiste alla nascita del figlio: James Lucas Scott. Nate è felicissimo insieme a Haley ma arriva la brutta notizia che Dan ha confessato l'omicidio di Keith. Lui e Lucas decidono che d'ora in poi non gli parleranno mai più, concentrandosi sulle loro vite. Il liceo finisce con una partita di basket al River Court, dove tutti firmano il campetto con lo spray, e Nathan sfida Lucas ad un uno contro uno, come tutto è iniziato.

### Peyton Sawyer
Peyton Sawyer Scott (interpretata da Hilarie Burton; stagioni 1-6) è un'interessante e inusuale ragazza. Le sue due più grandi passioni sono la musica e l'arte; è un'esperta nel genere musicale punk e si serve dell'arte per esprimere i problemi che si trova ad affrontare nella sua vita. Cresce praticamente da sola in quanto dei due genitori adottivi la madre, Anna Rebecca, muore quando lei aveva sette anni, e il padre Larry, lavora sempre all'estero. Inizialmente è la ragazza di Nathan, ma tra i due c'è solo sesso e lei inizia ad interessarsi gradualmente a Lucas, di cui poi finisce per innamorarsi seriamente e con il quale vivrà, a più riprese, una lunga, importante e in parte tormentata storia d’amore. La sua migliore amica è Brooke Davis. La vita di Peyton, durante il liceo, viene sconvolta soprattutto da due fatti: il ritorno e la successiva morte di cancro della madre naturale Ellie e l'essere presa di mira da un maniaco che si presenta come il fratellastro Derek. In seguito, la ragazza conosce il suo vero fratello Derek, che, insieme a Lucas, l'aiuta a fuggire dal "falso Derek". Nella quinta stagione realizzerà il suo sogno di aprire un casa discografica che gradualmente arriverà al successo, mentre nella sesta lei e Lucas riusciranno finalmente a trovare la stabilità definitiva nella loro storia e, dopo tante peripezie, si sposeranno e avranno anche una figlia, Sawyer Brooke Scott, arrivando al loro meritato lieto fine. 

### Haley James
Haley James Scott (interpretato da Bethany Joy Lenz; stagioni 1-9) è la più giovane figlia di Jimmy e Lydia James. È cresciuta insieme al suo migliore amico Lucas Scott a Tree Hill e lavora come cameriera nel Karen's Café. È la migliore amica di Lucas Scott è una ragazza intelligente, la migliore della sua classe, simpatica ma anche un po' timida. Non è una che si veste alla moda e pensa solo ad uscire con i ragazzi, è un po' l'opposto di Brooke Davis. Quando Lucas entra nei Ravens lei lo sostiene e lo incoraggia perché sa che il suo amico ha un grande talento e vuole che lo sfrutti al massimo, mentre gli altri ragazzi della squadra lo deridono e gli fanno scherzi stupidi, soprattutto Nathan Scott, fratellastro di Lucas. Ma poi Nathan avrà bisogno di Haley, e le chiederà aiuto per recuperare i suoi brutti voti che mettono a rischio l'anno scolastico. Nonostante un iniziale rifiuto, Haley decide infine di aiutare Nathan, a patto che egli mantenga il segreto e smetta di infastidire Lucas. Tuttavia Lucas scopre ugualmente dell'aiuto di Haley a Nathan e va su tutte le furie, perché pensa che lui la voglia solo usare per ferirlo. Haley spiega, invece, di averlo fatto perché lui fosse lasciato in pace, cosa che è avvenuta; ciononostante Lucas le chiede di smettere di vedere Nathan: lei rifiuta, perché vuole rispettare l'impegno preso. Lucas le rinfaccia che lo sta facendo perché prova qualcosa per Nate; sebbene inizialmente lei lo neghi, si rende poi conto della verità e dei suoi sentimenti per Nathan. Brooke però ad una festa dice a Haley che Nathan ha letto davanti a tutti un suo bigliettino, sebbene non sia vero, e lei se ne sente molto offesa. Nathan vuole chiarire il malinteso e cerca di spiegarlo a Haley, che decide di credergli. Con l'aiuto di Brooke che vuole scusarsi i due escono insieme e mentre parlano capiscono di avere molto in comune e di piacersi molto. Ma durante la cena arrivano gli amici di Nathan che lo prendono in giro perché è con Haley così lui fa finta che non sia un appuntamento e ovviamente Haley ci rimane molto male. Comunque il giorno dopo Nathan va a casa di Haley, si scusa e la bacia. Per Haley è il primo bacio e più frequenta Nathan più si innamora di lui anche se Lucas non approva molto. Haley è un po' insicura perché ama Nathan e sa che lui è il ragazzo giusto per lei (si tatua anche il suo numero di maglia sul fondo schiena) ma ha paura che lui non ricambi questi sentimenti, invece è proprio Nathan il primo a dire a Haley che l'ama. Lucas dice a Haley che si trasferirà con Keith a Charleston e lei è triste perché non vuole perdere il suo migliore amico. Haley e Nathan non copulano perché Haley vuole aspettare il matrimionio e si sente insicura. Nathan cerca di rispettare questa decisione ma un giorno Haley scopre che Nathan ha visitato dei siti porno e si sente offesa. Alla fine Nathan va a scusarsi con lei, sotto la pioggia, e le dice che ama lei e non vuole nessun'altra. Lei allora decide di fidarsi e di fare l'amore con lui. La mattina seguente Lucas va a salutare Haley prima della partenza e la trova insieme a Nathan, capendo che sono stati insieme. Ma a sorpresa Haley annuncia che la sera prima lei e Nathan si sono sposati.
Nella seconda stagione, il loro matrimonio continua, ma Haley e Nathan incontrano sempre più difficoltà, e incominciano a pensare che il matrimonio potrebbe ostacolare i loro sogni, basket per Nathan e musica per Haley. Con l'arrivo di Taylor, sorella di Haley, le cose si complicano, perché Haley scopre che Nathan ha perso la verginità proprio con Taylor. Con l'arrivo in città di Chris Keller le cose peggiorano, Haley incomincia a lavorare con lui, realizzando il suo sogno, ma Nathan non si fida di Chris. Haley così parte per un tour proprio con Chris, lasciando Nathan, che aveva rinunciato agli High Flyers (campo di basket élite) per rimanere con lei. In seguito Lucas e Brooke faranno un viaggio per convincere Haley a tornare; nonostante un iniziale fallimento, la visita darà i suoi frutti e Haley tornerà, ma Nathan, che si sente tradito nella sua fiducia, è molto arrabbiato con Haley, ed andrà agli High Flyers.

### Dan Scott
Daniel "Dan" Scott (interpretato da Paul Johansson; stagioni 1-7, 9; guest stagione 8) era un grandissimo giocatore di basket ai tempi del liceo, per questo sport Dan ha rinunciato alla relazione con Karen e a fare da padre a Lucas. In seguito si è sposato con Deb e ha avuto Nathan. Le assenze per lavoro della moglie e l'arroganza di lui, che nel frattempo ha aperto una concessionaria, hanno distrutto il matrimonio. Dan è infatti un uomo che misura la vita con il successo e con questa convinzione ha cresciuto il figlio Nathan, che secondo lui non è mai abbastanza bravo. Quando Nathan si sposa con Haley, Dan gli dice di lasciarla per non rovinarsi il futuro come giocatore. Intanto Deb gli chiede il divorzio e Dan accetta di concerglielo solo se lei accetta di fare la brava mogliettina durante la sua campagna elettorale per diventare sindaco, carica che ottiene nonostante la candidatura anche di Karen. Dopo che Dan trova Deb a letto con suo fratello Keith, comincia una vera e propria guerra tra i due fratelli. Un giorno qualcuno tenta di uccidere Dan drogandolo e incendiando il suo ufficio. Viene salvato da Lucas. Per una serie di coincidenze (come l'aver comprato la stessa bottiglia con la quale Dan è stato drogato), Dan si convince che il responsabile sia Keith, mentre invece è Deb. Quando l'emarginato Jimmy Edwards prende in ostaggio alcuni ragazzi al liceo, Dan, sopraffatto dall'odio, spara a suo fratello Keith, facendo ricadere la colpa su Jimmy. In seguito Dan si prenderà la colpa per un grave pestaggio che ha commesso Nathan ai danni di uno strozzino. Da sempre ancora innamorato di Karen, nella quarta stagione ci sarà un riavvicinamento tra i due: alla fine però, grazie a Lucas, tutti scopriranno che in realtà Dan ha ucciso Keith. Nella quinta e sesta stagione sembra trasformarsi improvvisamente in un uomo per niente malvagio, anche se nessuno gli crede (ad eccezione del piccolo Jamie). Muore nell'undicesimo episodio della nona stagione, dopo aver salvato il figlio Nathan da un lungo e tortuoso sequestro. Verrà perdonato sul punto di morte da Haley, l'ex moglie Deb, i nipoti James e Lily ma non dal figlio Lucas. Dopo la sua morte verrà perdonato anche dal fratello Keith, che si presenterà come angelo per accompagnarlo nell'aldilà.

### Brooke Davis
Brooke Davis Baker (interpretata da Sophia Bush; stagioni 1-9) è stata inizialmente introdotta come la migliore amica di Peyton Sawyer. Nel corso del tempo il personaggio di Brooke diventa, da ragazza selvaggia, festaiola, piuttosto immatura e in generale spensierata e anche egoista, una giovane donna più matura, consapevole, altruista e con i piedi per terra. Insieme a Peyton ha un ruolo chiave nel triangolo amoroso centrale delle prime quattro stagioni della serie che coinvolge Lucas Scott (che alla fine sceglierà sempre e comunque Peyton). Nelle stagioni successive, invece, il suo arco narrativo è concentrato tutto sulla sua maturazione come donna, sulla sua carriera come stilista per Clothes Over Bros, la sua azienda leader nel campo della moda, e anche sulla sua personale grande storia d'amore con Julian Baker, produttore cinematografico che incontrerà nella sesta stagione di cui si innamorerà, con cui si sposerà e insieme al quale avrà due gemelli, Davis e Jude.
È nata al New Brunswick County Hospital a Tree Hill, North Carolina, da Robert Theodore "Ted" Davis, Jr. e Victoria Anne Davis (nata Montgomery) il 4 marzo 1989. Inizialmente è la ragazza più cool di Tree Hill ed è descritta come la ricca e popolare capitano della squadra di cheerleader del liceo di Tree Hill. La mancanza di autorità nella sua vita e la sua famiglia tossica, in particolare la madre Victoria, che ammetterà apertamente di non averla mai voluta, hanno fatto sì che gli anni di scuola di Brooke fossero pieni di bevute, feste, promiscuità e totale mancanza di stabilità emotiva e affettiva. Peyton Sawyer è la sua migliore amica sin dall'età di otto anni, mentre in seguito diventerà anche amica di Haley James Scott e Rachel Gatina, di Mouth McFadden e della sua ex assistente Millicent Huxtable. Nel corso della sua crescita personale, Brooke diventa gradualmente più indipendente e matura, cercando di imparare soprattutto da tutti gli errori commessi nel suo tira e molla delle prime stagioni con Lucas, durante il quale sono emersi tutte le sue fragilità e i suoi tratti più problematici e immaturi a livello emotivo. Anche se i due non funzioneranno mai insieme sia perché non sono mai stati la persona giusta l’uno per l’altra in quanto troppo diversi e incompatibili sia perché mai legati da un vero sentimento di amore, come dimostrato a più riprese durante il triangolo amoroso tra loro e Peyton, in quanto lui sceglierà sempre e comunque quest’ultima perché suo unico grande amore fin da quando aveva 13 anni, Brooke ha poi accettato con serenità la cosa, capendo che l’amicizia con Peyton era troppo importante per essere rovinata da quella che per lei una storiella liceale senza importanza mentre per la sua migliore amica era l’amore della vita (tant’è che lei e Lucas si sposeranno e avranno una bambina) e rendendosi conto che i due, scegliendosi sempre e comunque, non hanno voluto ferirla intenzionalmente, dal momento che non si può scegliere la persona di cui ci si innamora, oltre ad avere avuto anche lei una sua parte di responsabilità non indifferente nella questione per via della sua immaturità di quel periodo e aver voluto forzare per troppo tempo e a tutti costi una relazione palesemente sbagliata e anche decisamente poco sana come quella con Lucas. Una volta raggiunta l'età adulta, Brooke diventa una stilista di successo, creando una propria azienda, e finalmente incontra l'uomo della sua vita, Julian, di cui si innamora e che in seguito sposerà. Il rapporto di Brooke con la madre Victoria svolge un ruolo significativo nel suo sviluppo del suo personaggio. Infatti, sapendo cosa significa avere una famiglia terribile alle spalle, Brooke è motivata a diventare una buona madre e questo la spinge a prendere in affidamento una ragazzina adolescente di nome Samantha, soprannominata Sam. Anche se Sam è inizialmente schiva nei suoi confronti, alla fine si stabilisce un profondo legame tra le due e Brooke si dimostra essere un ottimo genitore per lei, anche se la ragazza poi la lascia per andare a vivere con la sua madre biologica. Più tardi nella serie, Brooke diventa, finalmente, una mamma, nonostante delle analisi fatte precedentemente le avessero detto di non poter avere figli, e dà alla luce due gemelli maschi avuti con Julian: Davis e Jude Baker.

### Whitey Durham
Brian "Whitey" Durham (interpretato da Barry Corbin; stagioni 1-4; guest stagioni 5-6) è l'allenatore dei Ravens. Whitey e Dan non sono mai andati molto d'accordo poiché hanno differenti opinioni riguardo alla squadra. Whitey spesso parla con grande rammarico della morte di sua moglie Camilla poiché quando era viva lui non ha trascorso tutto il tempo possibile insieme a lei. Allena i Ravens da 35 anni, e vorrebbe vincere il campionato nazionale come coach prima di ritirarsi. 18 anni prima i Ravens erano arrivati alle finali nazionale, ma dopo che il capitano Dan Scott si era rifiutato di giocare perché in disaccordo con la tattica di Whitey, la squadra aveva perso. Saranno i due figli di Dan, Nathan e Lucas, a riscattare l'errore del padre vincendo il campionato nazionale 18 anni dopo.

### Keith Scott
Keith Scott (interpretato da Craig Sheffer; stagioni 1-3; guest stagioni 4 e 9) è il fratello maggiore e buono di Dan. Dopo che Dan abbandonò Karen incinta durante il liceo, Keith la supportò crescendo Lucas come se fosse figlio suo, sebbene a volte dimostrasse per Karen più della semplice amicizia che la ragazza si aspettava. Nella seconda stagione comincia a frequentare Jules, una donna in realtà ingaggiata da Dan per vendicarsi del fratello che era andato a letto con Deb. Il compito di Jules era quello di far innamorare di lei Keith per poi spezzargli il cuore. Ma Jules si innamora davvero di Keith e quando l'uomo le propone di sposarlo lei accetta chiedendo a Dan di uscire da questa storia. La scoperta del piano da parte di Karen rovina il felice finale. Dopo mesi di assenza, Keith torna a Tree Hill e qui finalmente riceve da Karen (che finalmente è consapevole dei suoi sentimenti) la proposta di matrimonio. Ma neanche questa va a buon fine sempre per colpa dell'odio di suo fratello Dan, che lo uccide senza mezzi termini credendolo colpevole di un tentato omicidio ai suoi danni. Ritornerà come special guest star nella quarta stagione, apparendo sotto forma di sogno prima a Nathan, poi a Lucas e infine a Karen, quando nel ventunesimo episodio lei sta per morire partorendo la loro bambina. Ritornerà nell'undicesimo episodio della nona stagione per accompagnare il fratello Dan nell'aldilà, dopo che lo avrà perdonato.

### Karen Roe
Karen Roe (interpretata da Moira Kelly; stagioni 1-4; guest stagioni 5-6) è la madre di Lucas. Dan l'ha abbandonata dopo che lei rimase incinta durante il liceo ma con l'aiuto del fratello di Dan, Keith, Karen è riuscita a crescere Lucas da sola. Gestisce un cafè a Tree Hill e diventa socia di Deb, ex moglie di Dan. Con Peyton fonda il TRIC, un club musicale per tutte le età. Dopo tanti combattimenti psicologici con sé stessa ammette di amare Keith e accetta di sposarlo ma troppo tardi perché poco dopo questo viene ucciso dal fratello (la storia tra Caino e Abele fa spesso da cornice a questa serie). Karen, distrutta dall'avvenimento scopre che il suo amato le ha lasciato un grandissimo "regalo". È in attesa di una piccola Scott, che chiamerà, in onore di un sogno fatto in cui era presente Keith, Lily (giglio).

### Deb Scott
Deborah "Deb" Helen Lee-Scott (interpretata da Barbara Alyn Woods; stagioni 1-4, 6; ricorrente stagione 5; guest stagione 9) è la moglie di Dan e la madre di Nathan. Ha da sempre dei gravi problemi matrimoniali, apparentemente per la sua dedizione al lavoro, in realtà per il carattere impossibile del marito. Accetta di aiutarlo a diventare sindaco solo per poter avere il divorzio, ma nel frattempo la coppia si farà continui e crudeli dispetti reciproci. Tenterà di uccidere il marito drogandolo e incendiando il suo ufficio, ma Dan attribuirà la colpa a Keith arrivando a ucciderlo. Deb cade nella trappola dell'alcolismo e dell'abuso di psicofarmaci. Più volte cerca di disintossicarsi soprattutto per il bene del figlio Nathan. Nella quinta stagione avrà una relazione con un amico del figlio, Skills Taylor, basata inizialmente sul sesso e diventando in seguito vero amore.

### Mouth McFadden
Marvin "Mouth" McFadden (interpretato da Lee Norris; stagioni 3-9; ricorrente stagioni 1-2) è uno dei più vecchi amici di Lucas. Qualcuno direbbe che Mouth è il classico sfigato ma nella seconda stagione, dopo un'iniziale cotta non corrisposta per Brooke si fidanza con la brillante Erica. Innamoratosi della bella Rachel, della quale diventerà intimo amico e confidente, si fidanzerà poi per un breve periodo con GiGi, sua collega commentatrice delle partite dei Ravens, e si innamorerà in un secondo momento della fondatrice dei ragazzi onesti Shelly, con la quale perderà la verginità ad una festa. Mouth sogna di diventare un giornalista sportivo. Nella quinta stagione inizia una relazione con Millicent, l'assistente di Brooke.

### Rachel Gatina
Rachel Gatina (interpretata da Danneel Harris; stagione 4; ricorrente stagioni 3 e 7; guest stagione 5) fa la sua prima apparizione nella terza stagione, durante una festa di Halloween, e cerca subito di sedurre Lucas Scott, che al tempo era impegnato con Brooke Davis. Nonostante i due fossero una coppia più o meno affiatata, Rachel è riuscita a soffiarglielo. La cosa non durò molto, perché Rachel aveva già puntato un altro ragazzo, anche questo molto legato a Brooke, Mouth McFadden. Rachel riesce avvicinarsi anche a quest'ultimo, fintanto che Brooke litiga con Mouth. Rachel è responsabile dell'apertura della capsula del tempo, che provocherà poi una terribile tragedia. Entra a far parte delle cheerleader con disappunto da parte di Brooke. Sul finire della stagione 3, si scopre che Rachel da ragazzina era obesa, e ha fatto così ricorso alla chirurgia plastica. Sempre sul finire della stagione, Rachel incomincia una relazione con lo zio di Nathan Scott, Cooper Lee, che ignora che la ragazza è minorenne (Rachel ha infatti 17 anni). Dopo che Cooper scopre la vera età della ragazza decide di lasciarla, così Rachel, al matrimonio di Nathan e Haley James, si ubriaca e in seguito provoca un incidente stradale in cui vengono coinvolti Cooper e Nathan. Prima dell'incidente Rachel dice a Cooper di essere incinta, ma non era vero.

### Jamie Scott
James "Jamie" Lucas Scott (interpretato da Jackson Brundage; stagioni 5-9) è il figlio di Haley e Nathan. Nasce il giorno in cui i suoi genitori si diplomano, alla fine della quarta stagione. All'inizio della quinta stagione ha 4 anni, legatissimo allo zio Lucas e a Brooke ed è molto intelligente (sa già leggere e scrivere), molto astuto e sensibile. È l'unico personaggio affezionato a Dan Scott. Ha un coniglio di nome Chester. Ha un buon rapporto con Skils e Quentin, un giocatore della squadra di basket del liceo. Nelle serie successive sviluppa una preferenza per una sua amichetta, Madison. Si affeziona molto anche a Skills, Julian e Quinn.

### Julian Baker
Julian Andrew Baker (interpretato da Austin Nichols; stagioni 7-9; ricorrente stagione 6) è un produttore cinematografico e regista. Ha attraversato un vita perennemente giudicata in malo modo dal padre. Quando appare per la prima volta si scopre che aveva iniziato una relazione con Peyton nel periodo in cui aveva rotto con Lucas tra quarta e quinta stagione, ma dopo essersi reso conto che lei non potrà mai dimenticare Lucas, la lascia. Qualche tempo dopo, si dirige a Tree Hill per produrre una versione cinematografica del libro di Lucas e qui instaura da subito un legame speciale con Brooke, innamorandosi di lei. Nella settima stagione, Julian è preso di mira da Alex Dupre, una modella e attrice assunta da Brooke per "Clothes Over Bros”. Brooke diventa molto gelosa dell'amicizia tra i due e lei e Julian si lasciano per un po'. Dopo che i due si sono ritrovati, tutti i ragazzi fanno un viaggio nello Utah, dove Julian propone a Brooke di sposarlo e lei dice di sì. Nella ottava stagione, i due si sposano. Julian e Brooke decidono di voler formare una famiglia, e pensano di adottare un bambino: incontrano una ragazza diciannovenne di nome Chloe, che decide di dare il suo bambino a Brooke e Julian, ma una volta che si riconcilia con il suo ex-fidanzato decide di tenerlo, lasciando Julian e Brooke a pezzi. Poche settimane dopo, Brooke e Julian decidono di trasferirsi a New York fino a quando scoprono che Brooke è incinta, scegliendo di rimanere a Tree Hill. Scoprono inoltre che sono due gemelli e dopo una caduta di Brooke durante il lavoro vengono fatti nascere prematuri, a sette mesi, e vengono chiamati Davis e Jude Baker.

### Clay Evans
Clay Evans (interpretato da Robert Buckley; stagioni 7-9) è un agente sportivo, migliore amico di Nathan, con cui fonderà un'impresa (la Fortitudes) per il reclutamento di atleti. Ha perso la moglie Sarah, dopo una lunga malattia, con cui ha auto un figlio Logan. Inizialmente Clay a causa del dolore causato dalla perdita della moglie dimentica dell'esistenza del figlio (che vivrà coi nonni materni), ma successivamente, nella nona stagione, si ricorderà di lui e sposandosi con Quinn i tre daranno vita a una vera e propria famiglia. Anche lui come la moglie è rimasto ferito nella sparatoria che coinvolgeva Quinn e Katie.

### Quinn James
Quinn James Evans (interpretata da Shantel VanSanten; stagioni 7-9) è la sorella maggiore di Haley James. Fotografa e sorella maggiore di Haley, si trasferisce a Tree Hill nella settima stagione (il suo personaggio occuperà lo spazio narrativo lasciato da Payton). Si innamora di Clay e questo inizialmente compromette il suo rapporto con Nathan (che non approva la relazione tra i due). Aiuta a far superare a Clay la morte della moglie, Sarah. Alla fine della settima stagione verrà coinvolta in una sparatoria con Clay e Katie (una giovane, innamorata di Clay e sosia di Sarah) ma riuscirà a sopravvivere. Sposerà Clay e adotterà Logan, il figlio che l'uomo ha avuto dal precedente matrimonio.
Quinn arriva a Tree Hill per il settimo compleanno di Jamie, il figlio avuto da sua sorella Haley e suo marito Nathan, in seguito viene rivelato il vero motivo del suo arrivo: la separazione dal marito David. In seguito Quinn parlerà per la prima volta al ragazzo che ama (Clay) dopo aver mangiato dei Brownies al cioccolato pieni di erba. Nell'episodio Un'altra possibilità Quinn fa entrare il ragazzo nella sua vita, mostrandole il volontariato, e la sua più grande passione: la fotografia. Alla fine di questo episodio Clay e Quinn si scambiano il loro primo bacio. Nel finale di stagione Quinn e Clay verranno (insieme a una giovane ragazza di nome Katie, che è innamorata di Clay è ed il sosia di Sarah) coinvolti in una sparatoria e finiranno in coma. All'inizio dell'ottava stagione Quinn e Clay sono ancora in coma.

### Alex Dupre
Alex Dupre (interpretata da Jana Kramer; stagioni 7-9) è una famosa attrice, sceneggiatrice e cantante. Inizialmente si innamora di Julian, ma poi intreccia una relazione con Chase, contendendoselo con Mia. Lascerà Tree Hill alla fine dell'ottava stagione per intraprendere un tour, lasciando così un distrutto Chase.

### Chase Adams
Chase Adams (interpretato da Stephen Colletti; stagioni 8-9; ricorrente stagioni 4, 6-7; guest stagione 5) è uno dei "Ragazzi Onesti". Si innamora di Brooke e ha una storia con quest'ultima. I due rompono dopo la fine del liceo e, nella sesta stagione, Chase frequenta Mia, una giovane cantautrice di talento. I due rompono alla fine della settima stagione, dopodiché Chase inizia una relazione con Alex Duprè, ma poi anche Mia vorrebbe tornare con Chase e tra i tre inizia un triangolo alla fine del quale Chase sceglie Alex.

### Chris Keller
Chris Keller (interpretato da Tyler Hilton; stagione 9; ricorrente stagioni 2-3; guest stagione 4) è un giovane cantautore, di talento ma sbruffone. Aiuta Haley, per la quale nutre una forte attrazione, a sviluppare il suo talento per la musica e la porta con sé in tour con le "The Wreckers" allontanandola da Nathan. Al momento giusto saprà riscattarsi aiutando i due a riavvicinarsi. Nella nona stagione torna come dirigente della Red Bedroom Records e con Julian, aiuterà Dan a salvare Nathan.

## Personaggi secondari

### Introdotti nella prima stagione
- Junk Moretti (interpretato da Cullen Moss; stagioni 1-8; guest stagione 9) è un amico di River Court di Lucas. Nella quinta stagione divide momentaneamente un appartamento con Mouth, Skills e Fergie. Compare molto saltuariamente.
- Fergie Thompson (interpretato da Vaughn Wilson; stagioni 1-7; guest stagioni 8-9) è un amico di River Court di Lucas. Nella quinta stagione divide momentaneamente un appartamento con Mouth, Skills e Junk. Compare molto saltuariamente.
- Larry Sawyer (interpretato da Thomas Ian Griffith; stagione 1 e Kevin Kilner; stagione 3) è il padre di Peyton. Imbarcato su una nave, lavora sempre fuori casa trascurando malvolentieri la figlia. Per un breve periodo frequenta Karen, la madre di Lucas, ma la cosa finisce sul nascere. Larry torna così a lavorare lontano.
- Jimmy Edwards (interpretato da Colin Fickes; stagioni 1 e 3) è un amico di Lucas di River Court. Quando Lucas inizia a giocare nei Ravens e Mouth inizia a frequentare i ragazzi popolari della Tree Hill High, si perde di vista e finisce nei guai quando viene aperta una capsula del tempo che contiene un messaggio registrato in cui se la prende con tutta la scuola. La sua disperazione per la derisione dei compagni lo porterà ad un gesto estremo.
- Nicki (interpretata da Emmanuelle Vaugier; stagioni 1-2) è una misteriosa ragazza che Lucas incontra in un bar dopo la rottura con Brooke e Peyton e con la quale finisce a letto. Si scopre in seguito essere l'ex ragazza di Jake nonché madre di Jenny, figlia del ragazzo. Nikki è instabile e manipolatrice e rapisce Jenny costringendo Jake a seguirla.
- Jake Jagielski (interpretato da Bryan Greenberg; stagioni 1-3) è un ragazzo leale ed onesto, seppur molto schivo. Gioca nei Ravens che però diserta spesso; si scoprirà in seguito che le sue frequenti assenze sono a causa della figlia, Jenny, che ha appena avuto dalla sua ex, che subito dopo il parto l'ha lasciata a lui. Intreccia un rapporto molto speciale con Peyton e dapprima fugge a Savannah con Jenny per fuggire dalla madre di quest'ultima, Nikki, mentre poi torna a Tree Hill per affrontare le sue responsabilità, ma quando la donna rapisce la figlia la insegue lasciando nuovamente la città, questa volta per sempre. Alla fine i due arrivano ad una custodia congiunta per la piccola.
- Tim Smith (interpretato da Brett Claywell; stagioni 1-3; guest stagione 5) è l'amico-ombra di Nathan. Ammira Nate alla follia (spesso insinuando quasi una sorta di amore omosessuale per l'amico). Estremamente sciocco e immaturo, accetta con difficoltà il nascente rapporto fraterno tra Nathan e Lucas. Nella quinta serie si scoprirà che ha sposato Bevin e che i due hanno un figlio di nome Nathan.
- Preside Turner (interpretato da Shawn Shepard; stagioni 1-4; guest stagione 5) è il severo, ma giusto, preside della Tree Hill High.
- Bevin Mirskey (interpretata da Bevin Prince; stagioni 1-4; guest stagioni 5 e 9) è una delle cheerleader dei Ravens, sciocca e svampita. Viene poi fatto intendere che la ragazza sia molto più intelligente di quanto sembri e che la sua stupidità sia solo un "ruolo" da lei recitato con gli amici poiché questi ultimi sembrano accettarla solo in questa veste. Inizialmente ha una storia con Skills ma poi sposa Tim e con lui ha un figlio di nome Nathan.

### Introdotti nella seconda stagione
- Felix Taggaro[10] (interpretato da Michael Copon; stagione 2) si trasferisce a Tree Hill con la sorella Anna e con il suo carattere strafottente ed invadente si inserisce ben presto nella vita di tutti i protagonisti. Intreccia una relazione da "amici con benefici" con Brooke per poi provare con quest'ultima ad avere un rapporto "vero". Tuttavia Felix, per proteggere la sorella, infanga il nome di Peyton indicandola come lesbica così Brooke rompe con lui (definendolo in seguito come un qualcosa di "solo sesso") e viene allontanato dalla città dai suoi stessi genitori.
- Anna Taggaro[10] (interpretata da Daniella Alonso; stagione 2) è la sorella di Felix e, appena giunta in città, prova a frequentare Lucas. Quando quest'ultimo le comunica di essere ancora innamorato di Brooke, Anna si avvicina a Peyton, provandoci in seguito con la ragazza e rivelando così la sua bisessualità. La sua ex ragazza arriva in città e, dopo la partenza del fratello, anche Anna decide di lasciare la città.
- Emily Chambers / Jules (interpretata da Maria Menounos; stagione 2) è una donna misteriosa, di cui Keith si innamora e con la quale decide di sposarsi. Si scopre poi che la ragazza, nei guai a causa di numerosi debiti, è stata ricattata da Dan perché facesse innamorare di lei il fratello per spezzargli poi il cuore (come vendetta per essere andato a letto con la moglie Deb); lascia Keith all'altare e non torna più in città.
- Erica Marsh (interpretata da Katherine Bailess; stagione 2) è la presidente in carica del consiglio studentesco del Tree Hill High. Alle elezioni del terzo anno, perde contro Brooke diventando poi una ragazza sfrenata; inizia a frequentare Mouth e ritrova un suo equilibrio salvo poi lasciare il ragazzo durante le vacanze estive.
- Andy Hargrove (interpretato da Kieren Hutchison; stagioni 2 e 5) è un giovane miliardario di successo che ha scelto di insegnare all'università di Tree Hill; qui conosce Karen con la quale inizia una storia. Prova ad aiutare Lucas per incastrare Dan per frode, senza successo. Successivamente parte misteriosamente per la Nuova Zelanda. Dopo la morte di Keith e la nascita di Lily, Andy si rimette con Karen ed i tre iniziano un viaggio intorno al Mondo.
- Ellie Harp (interpretata da Sheryl Lee; stagione 3; guest stagione 2) è la madre biologica di Peyton. Appassionata di musica rock e di disegno come la figlia, ha un cancro e cerca di riavvicinarsi a Peyton prima di morire.
- Cooper Lee (interpretato da Michael Trucco; stagioni 3-4; guest stagione 2) è il giovane aitante zio di Nathan nonché fratello di Deb. È un pilota automobilistico e, quando si trasferisce a Tree Hill per essere di sostegno a Deb, intreccia una relazione con Rachel; quando scopre che la ragazza è minorenne, tronca la relazione con lei ed i due, in seguito ad una violenta lite, hanno un incidente. Quando esce dal coma, Cooper lascia la città.

### Introdotti nella terza stagione
- Gigi Silveri (interpretata da Kelsey Chow; stagioni 3-4, 6) è una ragazza del secondo anno eccentrica e sessualmente disinibita. Intreccia una relazione con Mouth per poi lasciarlo prima del diploma di quest'ultimo. Nella sesta stagione diventa stagista di Mouth e mette in crisi il rapporto stabile del ragazzo con Millie.
- Marcus (stagione 3)

### Introdotti nella quarta stagione
- Ian Banks / Derek (interpretato da Matt Barr; stagione 4) si presenta all'inizio come il fratellastro di Peyton (avuto dal padre biologico di Peyton con un'altra donna). Si rivela in seguito essere uno psicopatico che perseguita e aggredisce ripetutamente Peyton. Quando viene arrestato, si scopre che il suo vero nome è Ian Banks, ebbe un incidente d'auto la sera del ballo dell'ultimo anno e la sua ragazza ne rimase uccisa; perseguitò Peyton per via della forte somiglianza della ragazza con la sua defunta fidanzata.
- Shelley Simon (interpretata da Elisabeth Harnois; stagione 4) è la leader dei "Ragazzi Onesti", dei ragazzi che fanno della loro verginità un vanto da portare fino al matrimonio. Si scopre che Shelley perse la verginità con un ragazzo al campeggio e rimase incinta, e quando tornò a scuola, il ragazzo la ignorò completamente e lei abortì; da allora decise di "ricostruire" la sua verginità per cominciare daccapo. Ha una relazione con Mouth ed è la prima volta del ragazzo; in seguito i due si lasciano e Shelley lascia il gruppo dei Ragazzi Onesti.
- Daunte Jones (interpretato da Rick Fox; stagione 4) è uno strozzino che mette in difficoltà Nathan per fargli truccare le partite. Prova ad uccidere Nathan, ma prende Haley che finisce in ospedale rischiando di perdere il bambino. Lui muore nell'incidente.

### Introdotti nella quinta stagione
- Lindsey Strauss (interpretata da Michaela McManus; stagioni 5-6) è l'editrice, nonché nuova fiamma, di Lucas con la quale intreccia una relazione durante l'università. I due si trasferiscono insieme a Tree Hill e decidono di sposarsi; la ragazza lascia poi Lucas all'altare poiché crede che il ragazzo sia ancora innamorato di Peyton. I due in seguito fanno pace e si lasciano da buoni amici.
- Owen Morello (interpretato da Joe Manganiello; stagioni 5-6; guest stagione 7) è il barista del Tric con un passato da tossicodipendente e da alcolista. Frequenta Brooke che lascia per ben due volte; la prima quando la ragazza decide di adottare un bambino e la seconda quando Brooke inizia a frequentare Julian e viene quindi messo da parte. Lascia la città e, al lavoro, viene sostituito dall'amico Chase.
- Quentin Fields (interpretato da Robbie Jones; stagioni 5-6) è uno studente di Haley al Tree Hill High e giocatore di punta dei Ravens. Dopo un inizio burrascoso, diventa amico della famiglia di Nathan e aiuta quest'ultimo a rimettersi in forma per tornare a giocare a basket. Viene brutalmente ucciso durante una rapina in un drugstore.
- Mia Catalano (interpretata da Kate Voegele; stagioni 5-8) è una studentessa di Haley al Tree Hill High e cantautrice introversa della band di Jason. Viene notata da Haley e scritturata da Peyton per la sua casa discografica, la "Red Bedroom Records", diventando la sua artista di punta. Nella sesta stagione torna in città e, durante la lavorazione al suo secondo album, frequenta Chase.
- Victoria Davis (interpretata da Daphne Zuniga; stagioni 5-9) è la madre di Brooke. Donna acida e arrivista, diventa, dopo il liceo, la manager di Brooke alla "Clothes.Over Bros."; non approva la decisione della figlia di aprire una filiale a Tree Hill e, dopo varie pressioni, ottiene l'azienda dalla figlia a patto che lei sparisca dalla sua vita.
- Carrie (interpretata da Torrey DeVitto; stagioni 5-6) è la giovane tata assunta da Nathan e Haley per Jamie. Inizialmente sembra la tata perfetta, salvo poi rivelarsi una psicopatica che tenta ripetutamente di rapire Jamie e sedurre Nathan. Nella sesta serie, per vendetta, rapisce e tortura Dan il quale, una volta liberatosi, la uccide con due colpi di pistola.

### Introdotti nella sesta stagione
- Samantha "Sam" Walker (interpretata da Ashley Rickards; stagione 6) è una studentessa di Haley dal forte talento di scrittrice e dal carattere introverso. Vive per strada e viene presa sotto la tutela di Brooke che diventa una sorta di madre per la ragazza. Brooke vorrebbe adottarla ma Sam preferisce andare a conoscere la sua vera madre.

### Introdotti nella nona stagione
- Tara Richards (interpretata da Chelsea Kane; stagione 9) ha una storia con Chris Keller, amante di Chase e rivale di Brooke e Haley del Karen's cafè, poiché è la proprietaria del Tree Hill Cafè.